# مارك ديمبسي
مارك ديمبسي (بالإنجليزية: Mark Dempsey)‏ هو لاعب كرة قدم ومدرب كرة قدم بريطاني، ولد في 14 يناير 1964 في مانشستر في المملكة المتحدة. لعب مع سويندون تاون وشيفيلد يونايتد وماكليسفيلد تاون ومانشستر يونايتد ونادي تشيسترفيلد ونادي روذرهام يونايتد.

## وصلات خارجية
- مارك ديمبسي على موقع قاعدة بيانات كرة القدم.إي يو (الإنجليزية)